# Bácskay Csenge
Bácskay Csenge (Budapest, 2003. április 4. –) Európa-bajnoki bronzérmes, ifjúsági olimpiai ezüstérmes  magyar tornásznő.

## Sportpályafutása
2014-ben, a Nagyszombaton rendezett tornász fesztiválon csapatban negyedik, egyéniben pedig nyolcadik lett összetettben. 2016-ban az Olimpiai Reménységek Versenyén tizenkilencedik helyen végzett összetettben, talajtornában pedig nyolcadikként végzett.
A 2018-as, Buenos Airesben rendezett ifjúsági olimpián összetettben 14., ugrásban ezüstérmes volt.
A 2019-es Európa-bajnokságon ugrásban nem jutott a döntőbe, miután a selejtezőben bemutatott gyakorlata során hibázott.
2020 nyarán csuklóműtétje miatt hagyott ki egy hónapot. Októberben a szombathelyi challenge világkupaversenyen ugrásban, gerendán és felemás korláton is döntőbe jutott.
A 2020-as, Mersinben rendezett Európa-bajnokságon csapatban (Kovács Zsófia, Böczögő Dorina, Bácskay, Makovits Mirtill, Székely Zója) bronzérmet szerzett, ugrásban negyedik lett.
A 2021-es Európa-bajnokságon egyéni összetettben 17., ugrásban hatodik volt. A 2021-es világbajnokságon egyéni összetettben 21., ugrásban ötödik helyezést szerzett.
A 2022-es Európa-bajnokságon kilencedik lett a talaj selejtezőjében. Csapatban (Kovács, Makovits, Bácskay, Székely) hetedik helyen végzett.
A 2023-as vb-n ugrásban nyolcadik, csapatban 15. lett.
A 2024-es párizsi olimpián ugrásban a 12. helyen zárt.
2025 áprilisában egy edzésen könyöksérülést szenvedett, ezért az Európa-bajnokságon sem indulhatott.

## Díjai, elismerései
- Az év magyar tornásza: 2024[20]